# Municipio de Clear Lake (condado de Kidder)
El municipio de Clear Lake (en inglés: Clear Lake Township) es un municipio ubicado en el condado de Kidder en el estado estadounidense de Dakota del Norte. En el año 2010 tenía una población de 37 habitantes y una densidad poblacional de 0,4 personas por km².

## Geografía
El municipio de Clear Lake se encuentra ubicado en las coordenadas 47°6′42″N 99°54′16″O / 47.11167, -99.90444. Según la Oficina del Censo de los Estados Unidos, el municipio tiene una superficie total de 92.06 km², de la cual 89,38 km² corresponden a tierra firme y (2,91 %) 2,68 km² es agua.

## Demografía
Según el censo de 2010, había 37 personas residiendo en el municipio de Clear Lake. La densidad de población era de 0,4 hab./km². De los 37 habitantes, el municipio de Clear Lake estaba compuesto por el 100 % blancos. Del total de la población el 0 % eran hispanos o latinos de cualquier raza.